# Garderobsblomma
Garderobsblomma eller zamiakalla (Zamioculcas zamiifolia) är en växt ur familjen kallaväxter (Araceae). Garderobsblomman är den enda arten ur släktet Zamioculcas. Den går även under namnet smaragdblomma. Den växer vilt i sydöstra Afrika, från Kenya till Sydafrika, och är normalt en städsegrön växt, men kan fälla sina blad under en torka och överlever då i form av en knölformig jordstam.
Med sin säregna form och dekorativa glänsande blad har garderobsblomman blivit en uppskattad krukväxt. Som namnet antyder så klarar den sig i svagt ljus. Att växten klarar torka bra samt att den är tämligen lättskött har även bidragit till dess popularitet som krukväxt.
Växten innehåller kalciumoxalat.

## Galleri

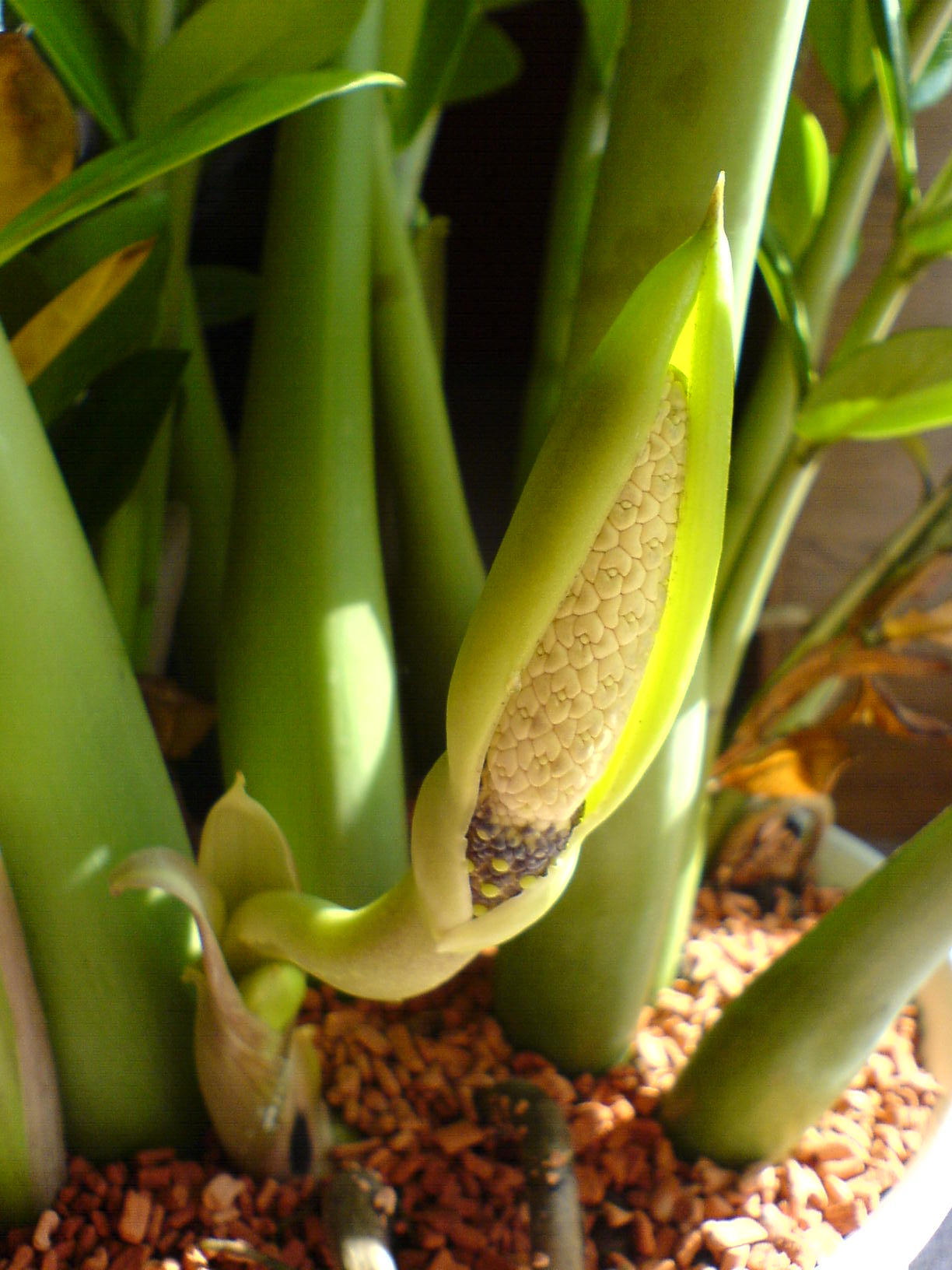
Knopp
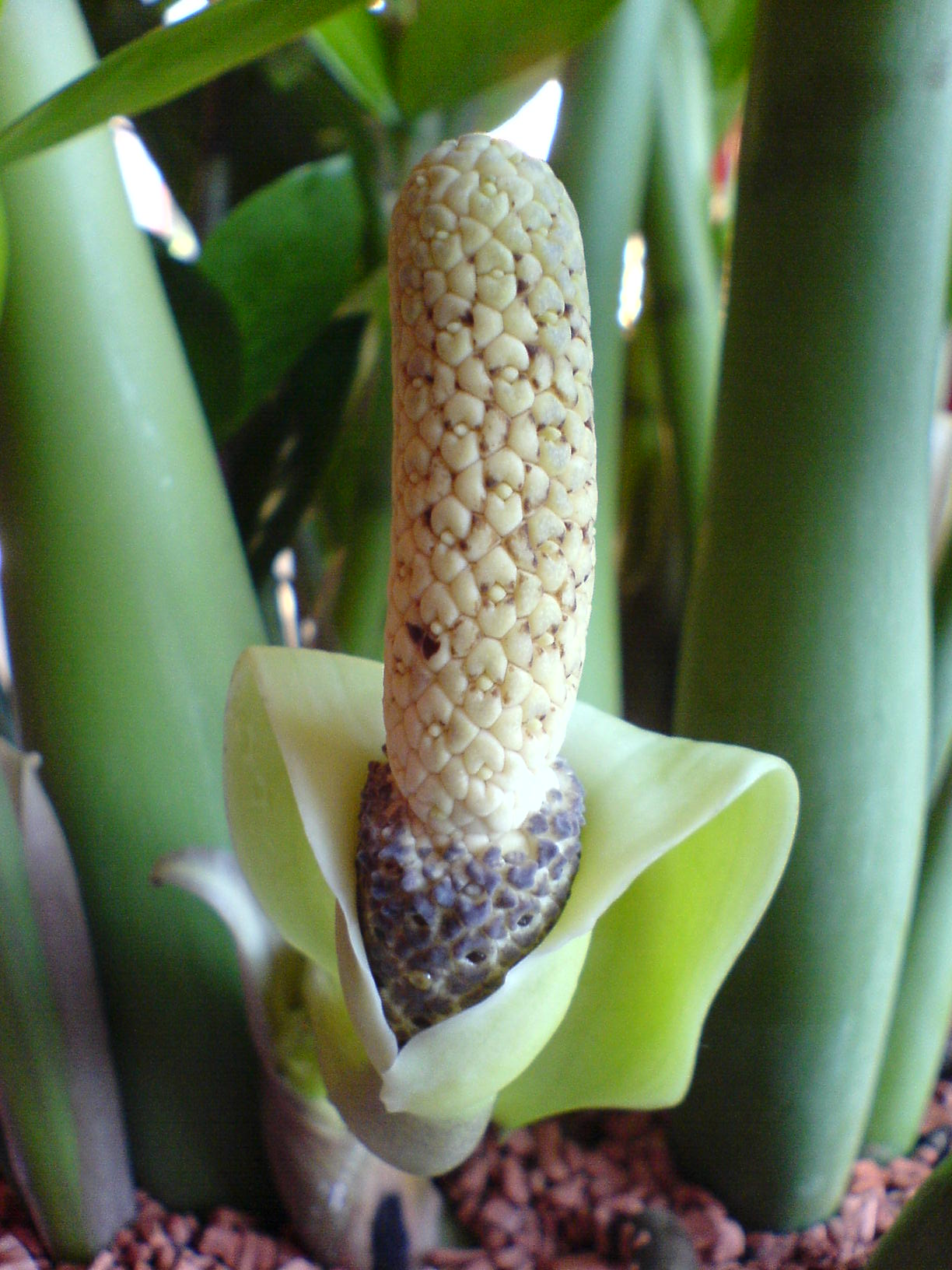
Blomma
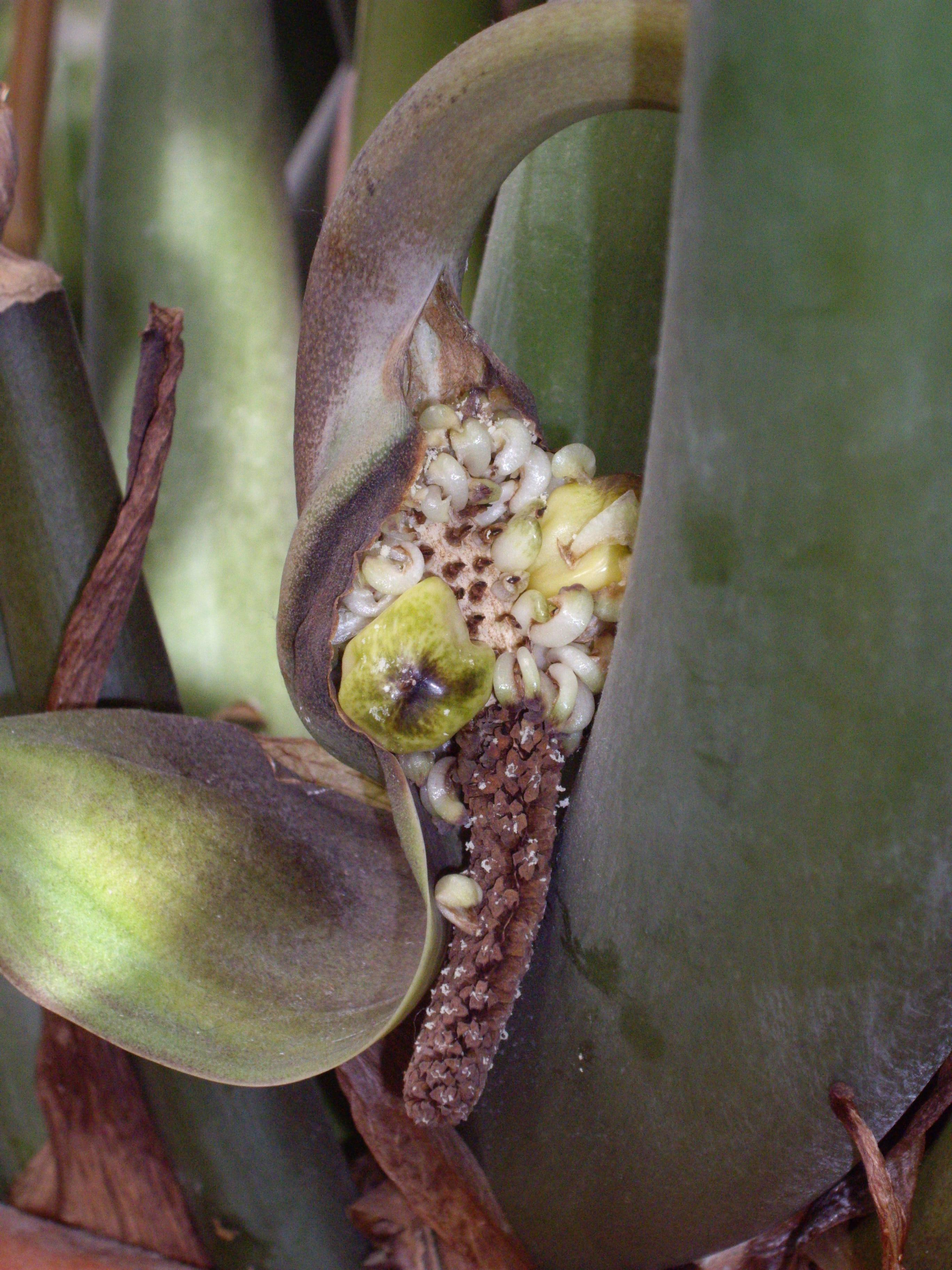
Frukt med fröer
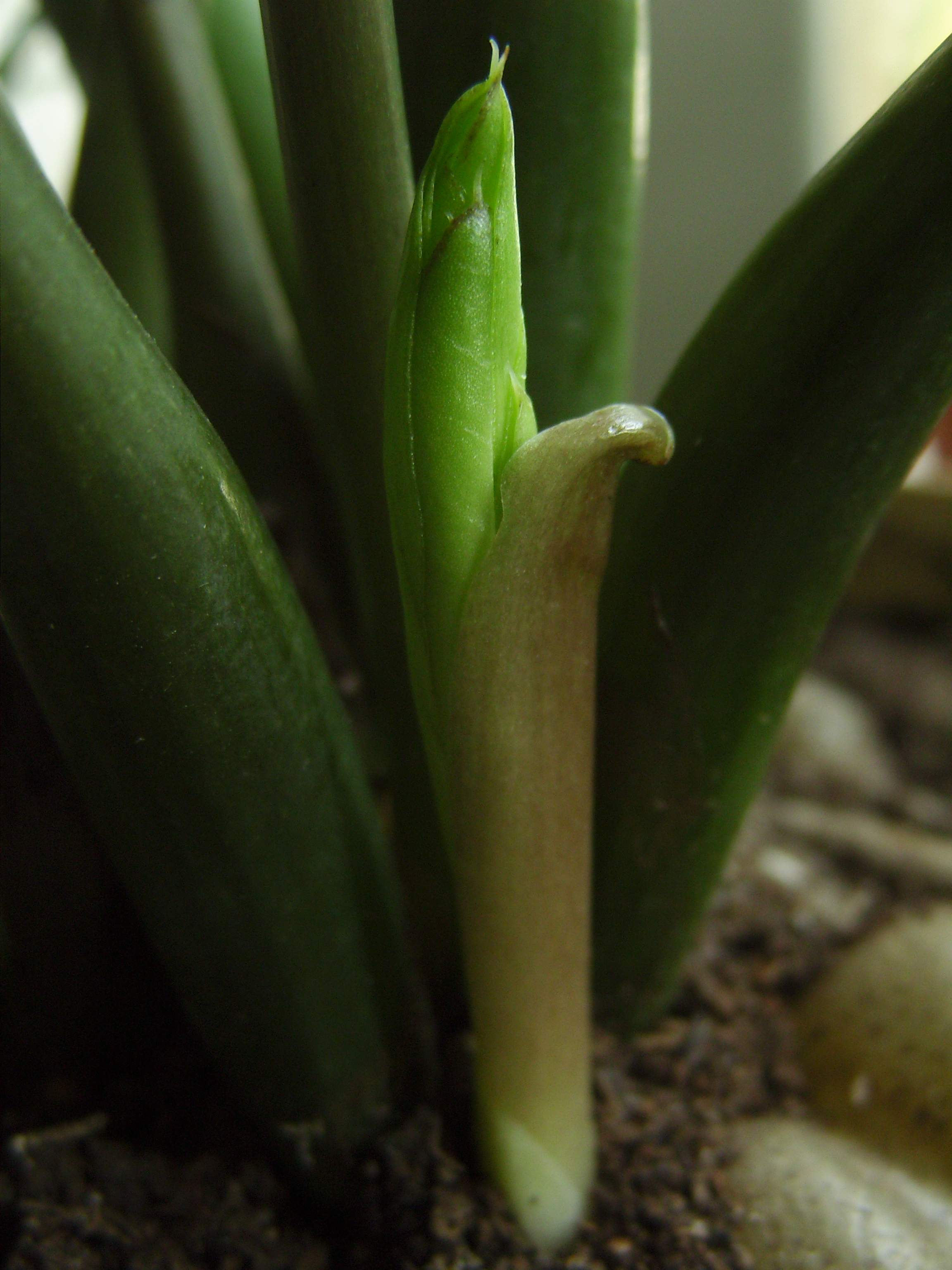
Skott
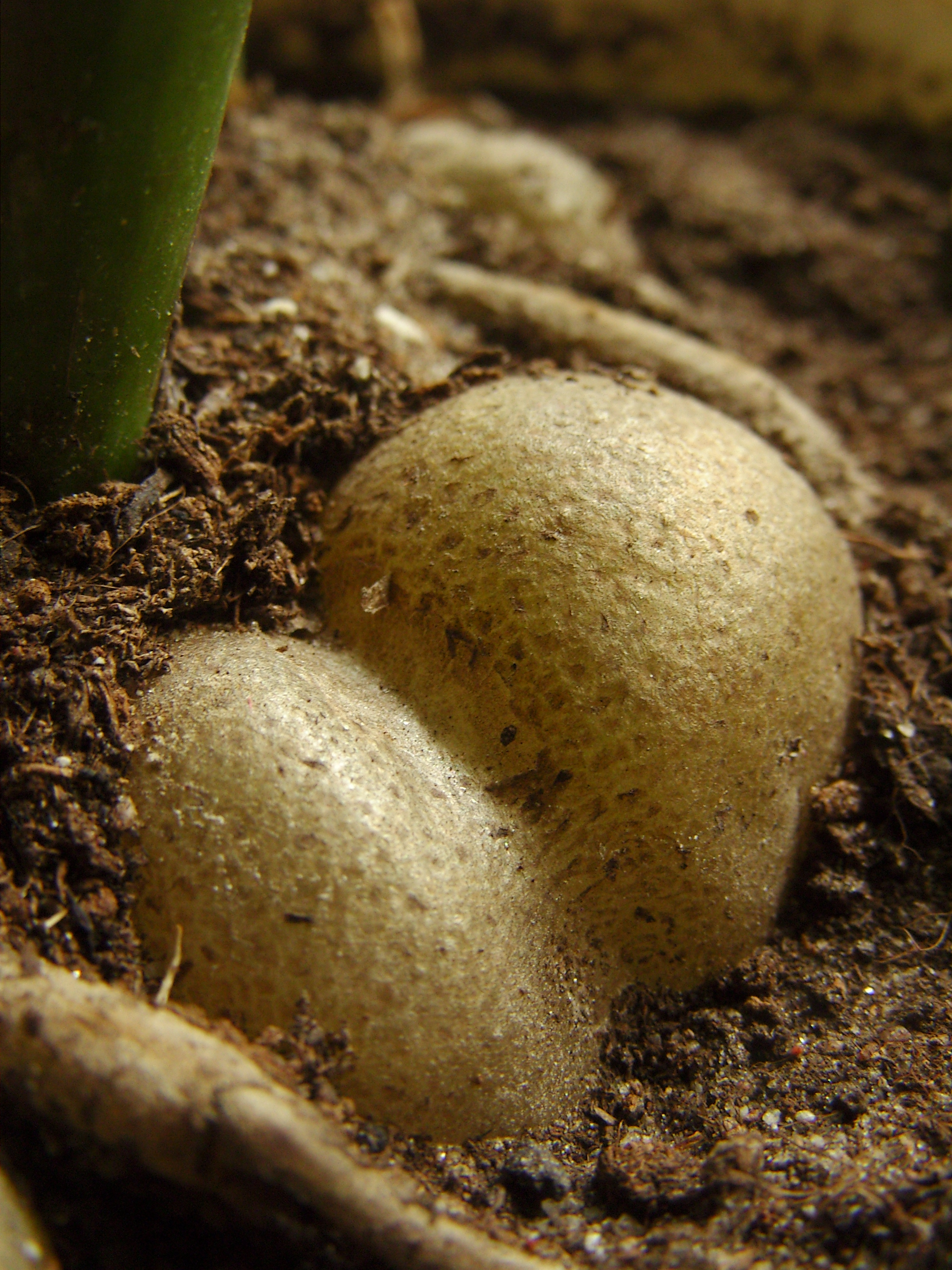
Knöl

## Sorter
- 'Variegata' - har brokiga blad.
- "Raven" har mörkt gröna blad som tangerar att vara svarta.

## Synonymer
- Caladium zamiaefolium Lodd., 1829
- Zamioculcas lanceolata Peter, 1929
- Zamioculcas loddigesii Schott, 1856 nom. illeg.